# Jemenitische Streitkräfte

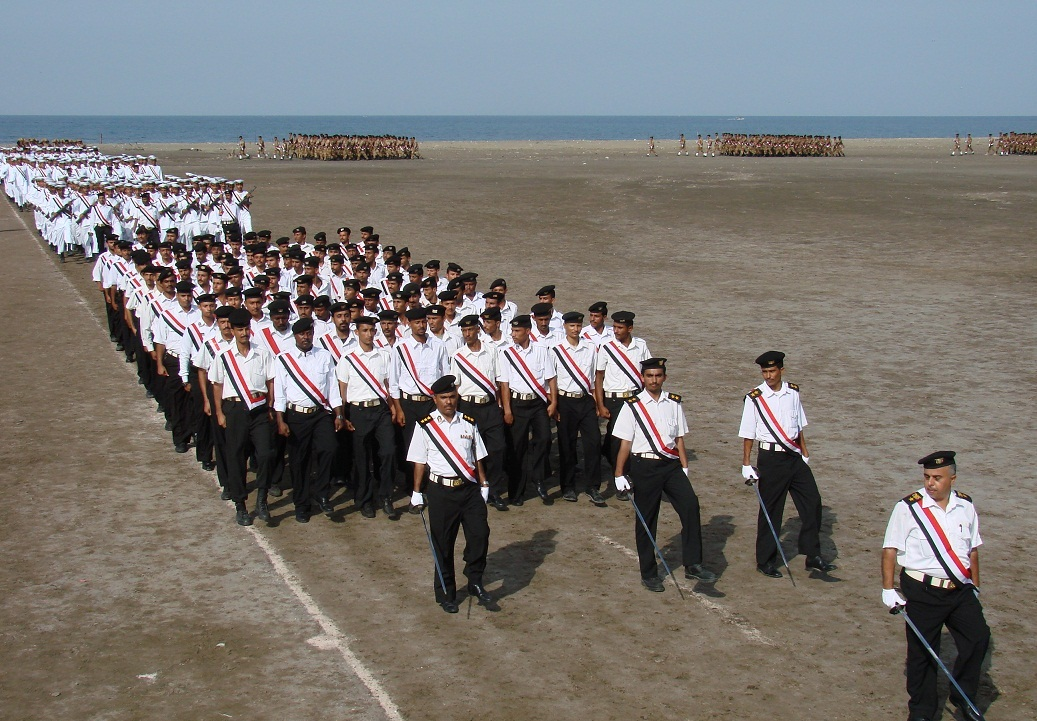
Parade der jemenitischen Marine

Die Jemenitischen Streitkräfte (arabisch القوات المسلحة اليمنية, DMG al-Quwwāt al-Musallaḥa al-Yamaniyya) entstanden offiziell aus der Vereinigung der Armeen Nord- und Südjemens im Mai 1990, wobei es ab Mai 1994 zu Kampfhandlungen zwischen den beiden Armeen kam, die erst mit ihrer vollständigen Zusammenfassung im März 1995 endgültig beendet werden konnten. Im Zuge des Bürgerkriegs im Jemen und der Militärintervention im Jemen seit 2015 zerfielen die Streitkräfte in Anhänger von Ex-Präsident Ali Abdullah Salih (zunächst in einer Koalition mit den Huthi) im Norden und die mit der Golf-Allianz verbündeten Truppen im Süden. Früh kontrollierten die Huthi den überwiegenden Teil der militärischen Ressourcen, insbesondere schweres Gerät.

## Gliederung
Sie bestehen bzw. bestanden aus Heer, Luftwaffe und Marine. Die Anzahl der im Dienst stehenden Soldaten (einschließlich Wehrpflichtige) belief sich vor dem Beginn des Bürgerkriegs auf 66.700, wozu noch einmal etwa 71.200 Mann paramilitärische Einheiten kamen.
Nach Schätzungen verschiedener Quellen machte der Militäretat 2014 4,3 % des Bruttoinlandsprodukts aus. Im Jahr 2022 belief er sich auf 1,01 Milliarden US-$.

### Heer

Flagge des jemenitischen Heeres

Flagge der Republikanischen Garde

Das Heer, die mit etwa 60.000 Mann die größte Teilstreitkraft war, bestand vor Beginn des Bürgerkriegs und der Intervention 2015 aus acht Panzerbrigaden, sechzehn Infanteriebrigaden, sechs Brigaden Mechanisierte Infanterie, zwei Luftlande-/Spezialeinsatzbrigaden, eine SSM-Brigade, drei Artilleriebrigaden, einer Brigade Spezialeinsatzkräfte, sechs Flugabwehrbrigaden und der Republikanischen Garde.
An Ausrüstung stehen zur Verfügung: 50 M-60A1-Kampfpanzer, 66 T-80-Kampfpanzer, 60 T-72-Kampfpanzer, 200 T-62-Kampfpanzer, 450 T-54/-55-Kampfpanzer, 30 T-34-Kampfpanzer, 80 AML-90-Spähpanzer, 50 BRDM-2-Spähpanzer, 200 BMP-1/-2-Schützenpanzer, 60 M-113-Mannschaftstransportpanzer, 60 BTR-40-Mannschaftstransportpanzer, 100 BTR-60-Mannschaftstransportpanzer, 20 BTR-152-Mannschaftstransportpanzer und 18 YALV-„Cougar“-Mannschaftstransportpanzer.
Die Artillerie verfügt über 25 105-mm-M-101A1-Geschütze, 130 122-mm-D-30-Geschütze, 30 122-mm-M-1931/37-Geschütze, 40 122-mm-M-30-M-1938-Geschütze, 60 130-mm-M-46-Geschütze, 10 152-mm-D-20-Geschütze, 15 155-mm-M-114-Geschütze, 25 122-mm-2S1-Selbstfahrlafetten, 30 100-mm-SU-100-Sturmgeschütze.
Zur Flugabwehr wurden 800 Flugabwehrraketen der Waffensysteme 9K33 Osa, 9K31 Strela-1, 9K35 Strela-10 und 9K34 Strela-3 verwendet.

### Luftwaffe
Die Jemenitische Luftstreitkräfte hatten vor Beginn des Bürgerkriegs und der Intervention 2015 eine Stärke von etwa 5000 Soldaten und gliederten sich in eine Staffel mit MiG-21, eine Staffel mit MiG-21 und MiG-29, eine Staffel Su-22 und F-5E, einer Hubschrauberstaffel mit Mi-24 und Mi-8, einer Hubschrauberstaffel mit Mi-8, einer Lehrstaffel mit L-39C und einer Transportstaffel.

### Marine

Flagge der jemenitischen Marine

Die hauptsächlich in Aden und Al-Hudaida stationierte Marine mit einer Stärke von 1700 Mann besaß vier zum Teil mit Lenkwaffen ausgerüstete Schnellboote (ein Schiff der Tarantul-I-Klasse (Projekt 1241) und drei der Huangfeng-Klasse (Typ 021)) sowie 16 Küstenwachboote (6 Boote der BAKLAN-HSIC-Klasse und 10 Boote der Austal-PB-Klasse) und vier Landungsschiffe.
Weitere Marineeinrichtungen befinden bzw. befanden sich in al-Hudaida, Perim und Sokotra.
Es wurde eine Küstenwache aufgebaut, die neben 1200 Angehörigen über 16 Küstenwachboote verfügte.

## Paramilitärische Verbände
Neben der 50.000 Mann starken Gendarmerie, die dem Innenministerium unterstehen, bestehen ca. 20.000 Stammeskrieger.